# Севільська угода
Севі́льська уго́да (англ. Seville Agreement, фр. Accord de Séville) — документ, ухвалений у 1997 році Міжнародним рухом Червоного Хреста і Червоного Півмісяця, який регламентує розподіл провідної координаційної ролі між його складовими структурами: Міжнародним Комітетом Червоного Хреста (МКЧХ), Міжнародною Федерацією товариств Червоного Хреста і Червоного Півмісяця (МФТЧХЧП) та національними товариствами. Угода спрямована на підвищення ефективності реагування Руху на гуманітарні кризи та уникнення дублювання функцій під час  надзвичайних ситуацій.

## Передумови
До середини 1990-х років у діяльності Руху не існувало чіткої процедури визначення провідної організації у разі виникнення збройних конфліктів, стихійних лих або інших надзвичайних ситуацій. Це іноді призводило до неузгодженості дій між МКЧХ, Міжнародною Федерацією та національними товариствами. Необхідність формалізованого механізму розподілу відповідальності призвела до розробки Севільської угоди, яка була прийнята на засіданні Сталої комісії в місті Севілья, Іспанія, у 1997 році.

## Основні положення
Севільська угода визначає, яка зі складових Руху бере на себе провідну координаційну роль (англ. lead agency) у таких випадках:
- У ситуаціях збройного конфлікту або окупації — провідну роль виконує Міжнародний Комітет Червоного Хреста, згідно з його мандатом, визначеним Женевськими конвенціями та Додатковими протоколами.
- У разі стихійних лих або невоєнних надзвичайних ситуацій — провідна роль покладається на Міжнародну Федерацію, яка координує гуманітарну допомогу та підтримку національних товариств.
- У стабільних умовах або у сфері довгострокового розвитку — координацію може здійснювати відповідне національне товариство, якщо це погоджено всіма сторонами.

## Правовий статус
Севільська угода не є міжнародним правовим договором у традиційному розумінні, але вона має обов'язкову силу для складових Руху, оскільки була схвалена консенсусом на Міжнародній конференції Червоного Хреста і Червоного Півмісяця. Угода є внутрішнім регламентом Руху, який забезпечує координацію, прозорість та узгодженість його дій у різних регіонах світу.

## Приклади застосування
Під час конфлікту в Сирії (з 2011 року) МКЧХ виконував координаційну роль у зонах бойових дій, тоді як Міжнародна Федерація та національні товариства (зокрема, Лівану, Йорданії, Туреччини) забезпечували гуманітарну допомогу біженцям.

У відповідь на землетрус на Гаїті у 2010 році координацію гуманітарної допомоги взяла на себе Міжнародна Федерація, оскільки це була ситуація стихійного лиха.

## Розвиток та перегляд
З часом з'явилася потреба у вдосконаленні механізмів, закладених у Севільській угоді. У 2022 році був прийнятий її оновлений варіант під назвою «Севільська угода 2.0», що деталізує механізми взаємодії між складовими Руху в умовах сучасних гуманітарних викликів. Основна мета оновлення — покращити оперативність, прозорість і підзвітність дій під час криз.